# Peter Mponda
Peter Mponda est un footballeur malawite né le 4 septembre 1981. Il évolue actuellement au Black Leopards Football Club et en équipe du Malawi de football au poste de défenseur central. Il est également le capitaine de l'équipe nationale malawite.

## Carrière
- 1998-2001 :  Big Bullets
- 2002-2003 :  Ottawa Wizards
- 2004 :  Big Bullets
- 2005 :  CAPS United
- 2005-2010 :  Black Leopards Football Club
- Depuis 2010 :  Santos Cape Town Football Club[1]